# Ocotelica
Ocotelica är en ort i Mexiko.   Den ligger i kommunen Tehuipango och delstaten Veracruz, i den sydöstra delen av landet, 240 km öster om huvudstaden Mexico City. Ocotelica ligger 2 138 meter över havet och antalet invånare är 204.
Terrängen runt Ocotelica är huvudsakligen kuperad, men åt sydväst är den bergig. Runt Ocotelica är det ganska tätbefolkat, med 134 invånare per kvadratkilometer. Närmaste större samhälle är Telpatlán, 7,6 km väster om Ocotelica. Omgivningarna runt Ocotelica är en mosaik av jordbruksmark och naturlig växtlighet.